# Agrias corallina
Agrias corallina är en fjärilsart som beskrevs av Peter William Michael 1931. Agrias corallina ingår i släktet Agrias och familjen praktfjärilar. Inga underarter finns listade i Catalogue of Life.